# Torpeda Typ 8
Torpeda Typ 8 – japońska, eksperymentalna, beznapędowa torpeda lotnicza z okresu II wojny światowej przeznaczona do zwalczania celów nawodnych, wersja rozwojowa torpedy lotniczej Typ 4.

## Historia
Torpeda lotnicza Typ 8 była beznapędową torpedą lotniczą opracowaną w 1943 roku przeznaczoną do zwalczania celów nawodnych, została zaprojektowana jako wersja rozwojowa torpedy lotniczej Typ 4.
W porównaniu z jej poprzedniczką, Typ 8 miała znacznie silniejszą konstrukcję, grubość kadłuba została powiększona z czterech na dwanaście milimetrów, znacznie poprawiono jej doskonałość z 6,6 na 11, oraz wzmocniono konstrukcję sterów kierunku.
W czerwcu 1945 przeprowadzono sześć prób z torpedą zrzucaną z samolotu przy prędkości w zakresie 370–460 km/h i pomiędzy 20 a 150 metrami wysokości. Testy wykazały, że torpeda była stabilna w locie i dobrze podróżowała w wodzie pozostając na stabilnej głębokości około 10 metrów. Po przebyciu 70 metrów w wodzie nadal miała prędkość przynajmniej 25 węzłów. Dalsze testy zostały przerwane z powodu zakończenia wojny.